# Landeshauptmann
Un landeshauptmann este șeful guvernului unui land austriac (în Austria, în Tirolul de Sud  și în Trentino). O femeie care deține această funcție se numește landeshauptfrau. Pluralul este landeshauptleute.
| Land           | Nume                  | Partid | An   |
| -------------- | --------------------- | ------ | ---- |
| Viena          | Michael Ludwig        | SPÖ    | 2018 |
| Burgenland     | Hans Peter Doskozil   | SPÖ    | 2019 |
| Stiria         | Hermann Schützenhöfer | SPÖ    | 2022 |
| Austria de Jos | Johanna Mikl-Leitner  | ÖVP    | 2017 |
| Austria de Sus | Thomas Stelzer        | ÖVP    | 2017 |
| Carintia       | Peter Kaiser          | SPÖ    | 2013 |
| Salzburg       | Wilfried Haslauer     | SPÖ    | 2013 |
| Tirol          | Günther Platter       | ÖVP    | 2022 |
| Vorarlberg     | Markus Wallner        | ÖVP    | 2011 |
| Tirolul de Sud | Arno Kompatscher      | SVP    | 2014 |
| Trentino       | Maurizio Fugatti      | LN     | 2018 |